# Рашитханов, Сурхо Мусаевич
Сурхо Мусаевич Рашитханов (14 ноября 1995, Хасавюрт , Дагестан, Россия) — российский и белорусский борец вольного стиля, двукратный чемпион Беларуссии. Вице-чемпион Европы среди борцов до 23 лет. Мастер спорта Республики Беларусь международного класса.

## Биография
С 2013 года представляет Белоруссию. В 2016 стал чемпионом Республики Беларусь в весовой категории до 74 кг. В феврале 2017 года в Минске в весовой категории до 70 кг стал чемпионом Белоруссии, обыграв в финале Азамата Нурикова. В январе 2018 года на чемпионате Белоруссии в Минске в весовой категории до 74 кг стал серебряным призёром, уступив в финале Андрею Карпачу. В январе 2019 в городе Лида стал серебряным призёром чемпионата Белоруссии, уступив в финале в весовой категории до 74 кг Азамату Нурикову. На чемпионате Белоруссии в январе 2021 года в весовой категории до 79 кг вновь стал серебряным призёром, был снят с финала соревнований врачами в связи с травмой.

## Спортивные результаты
- Чемпионат Европы по борьбе 2014 — 13;
- Чемпионат Европы по борьбе среди юниоров 2014 — ;
- Чемпионат Европы по борьбе среди юниоров 2015 — ;
- Чемпионат Европы по борьбе U23 2016 — ;
- Чемпионат Белоруссии по вольной  борьбе 2016 — ;
- Чемпионат Белоруссии по вольной борьбе 2017 — ;
- Чемпионат Европы по борьбе 2017 — 12;
- Чемпионат Белоруссии по вольной борьбе 2018 — ;
- Чемпионат Белоруссии по вольной борьбе 2019 — ;
- Чемпионат Белоруссии по вольной борьбе 2021 — ;